# Mike Werb
Mike Werb es un guionista estadounidense, creador de los guiones de Contracara y Lara Croft: Tomb Raider, entre otros. Entre sus premios se encuentra un premio Saturn por Contracara. Nacido en Los Ángeles, es exalumno de Stanford y miembro de la Academia de Artes y Ciencias Cinematográficas.

## Filmografía
- The Secret of the Ice Cave (1989)
- The Human Shield (1991)
- the Mask (1994)
- Darkman III: Die Darkman Die (1996)
- Things that Go Bump (1997)
- Face Off (1997)
- Lara Croft: Tomb Raider (2001)
- Curious George (2006)
- Firehouse Dog (2007)
- Tekken (2009)
- Unnatural History (2010)